# 노산사지
노산사지(蘆山祠址)는 대한민국 경기도 양평군 서종면 노문리에 있는, 조선 후기 성리학자인 화서 이항로( 1792∼1868) 선생의 학문과 뜻을 기리기 위해 지은 사당이 있는 곳이다. 1977년 10월 13일 경기도의 기념물 제43호로 지정되었다.

## 개요
이곳은 1954년에 유림들이 조선 후기 성리학자인 화서 이항로( 1792∼1868) 선생의 학문과 뜻을 기리기 위해 지은 사당으로, 위패를 모시고 제사를 지내는 장소이다.
이항로 선생은 벽계 마을에서 태어나 성장하고 많은 벼슬길을 사양한 채 오로지 학문과 후학 양성에 전념하였는데, 특히 주희와 송시열을 따르고 그 학문을 잇고자 하였다.
건물은 1985년 보수하였으며 현재 주희와 송시열의 초상화와 위패를 함께 모시고 있고 매년 제사를 지낸다.
노산사터는 능선을 따라 올라서면 네모난 담장의 중앙에는 좌우에 기둥 1개씩을 세우고 지붕을 이은 일각대문을 세워놓고, 그 안에 남향하여 사당을 세웠다. 규모는 앞면 3칸·옆면 1칸 반이며, 지붕은 옆면에서 볼 때 사람 인(人)자 모양과 비슷한 맞배지붕이다.

## 같이 보기
- 이항로

## 참고 문헌
- 노산사지 - 국가유산청 국가유산포털